# زافيديت شاباني
زافيديت شاباني (بالألبانية: Xhevdet Shabani‏) (10 أكتوبر 1986 بكاتشانيك في كوسوفو - ) هو لاعب كرة قدم ألباني في مركز الوسط. لعب مع نادي تيوتا دورس وFC Feronikeli 74 ‏ ودريتا وFC Ferizaj ‏.

## وصلات خارجية
- زافيديت شاباني على موقع قاعدة بيانات كرة القدم.إي يو (الإنجليزية)
- زافيديت شاباني على موقع Soccerway.com (الإنجليزية)